# Таверн (Німеччина)
Таверн (нім. Tawern) — громада в Німеччині, розташована в землі Рейнланд-Пфальц. Входить до складу району Трір-Саарбург. Складова частина об'єднання громад Конц.
Площа — 10,08 км2. Населення становить 2658 ос. (станом на 31 грудня 2020).